# فرودگاه بیورلوژ/کلاناچان
فرودگاه بیورلوژ/کلاناچان (به انگلیسی: Beaverlodge/Clanachan Aerodrome) یک فرودگاه همگانی است که یک باند فرود چمن دارد و طول باند آن ۴۹۴ متر است. این فرودگاه در کشور کانادا قرار دارد و در ارتفاع ۸۲۱ متری از سطح دریا واقع شده‌است.